# Alsodeiopsis chippii
Alsodeiopsis chippii är en tvåhjärtbladig växtart som beskrevs av Hutchinson. Alsodeiopsis chippii ingår i släktet Alsodeiopsis och familjen Icacinaceae. Inga underarter finns listade i Catalogue of Life.